# Исайченков, Василий Андреевич
Василий Андреевич Исайченков (1919—1994) — старшина Советской Армии, участник Великой Отечественной войны, полный кавалер ордена Славы.

## Биография
Василий Исайченков родился 1 января 1919 года в деревне Крутиловка (ныне — Починковский район Смоленской области) в крестьянской семье. Окончил школу фабрично-заводского ученичества в городе Сталино (ныне — Донецк), после чего работал электромонтёром трамвайно-троллейбусного предприятия, одновременно учился в аэроклубе. В 1939 году Исайченков поступил на учёбу в Вольскую школу лётчиков, но вскоре был демобилизован. В 1940 году он был повторно призван в Рабоче-крестьянскую Красную Армию, служил на Дальнем Востоке в инженерной части береговой обороны Тихоокеанского флота СССР. В августе 1942 года Исайченков был направлен на фронт Великой Отечественной войны. Принимал участие в боях на Донском, Степном, 2-м и 3-м Украинском фронтах. Участвовал в боях под Сталинградом.

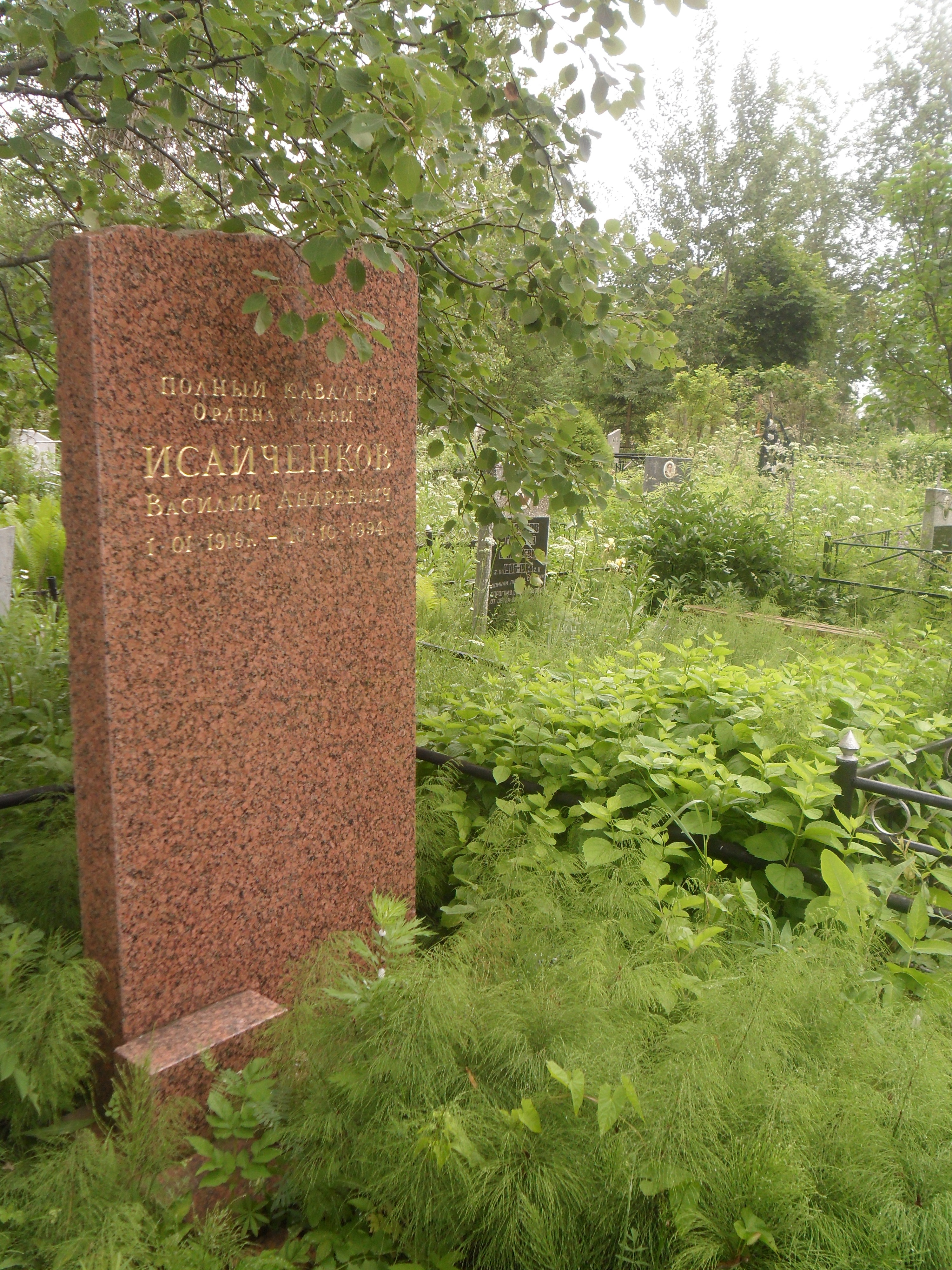
Могила Исайченкова на Новом кладбище Смоленска.

В августе 1943 года Исайченков совместно со своими товарищами, сапёрами Алексеем Голиковым и Николаем Татаринцевым, в течение целой ночи проделывал проходы в минных полях и проволочных заграждениях. Во время наступления сапёры шли впереди стрелковых частей и 23 августа одними из первых вошли в Харьков. После отдыха и доукомплектования дивизия перешла в наступление по направлению к Днепру и переправилась через него в районе города Кременчуга. Наступление ряда стрелковых подразделений как в ходе битвы за Днепр, так и в ходе последующей за ней Корсунь-Шевченковской операции обеспечивало отделение Исайченкова. В 1944 году он вступил в ВКП(б). В ночь с 21 на 22 августа 1944 года Исайченков в районе села Семёны в семи километрах к северо-западу от города Унгены Молдавской ССР проделал проход в проволочном заграждении перед передним краем вражеской обороны и снял около двадцати противотанковых мин. 18 сентября 1944 года Исайченков был награждён орденом Славы 3-й степени.
В начале декабря 1944 года Исайченков принимал участие в освобождении Венгрии. 5 декабря Исайченков, Татаринцев и Голиков скрытно подобрались к железнодорожному полотну, по которому ежедневно курсировал бронепоезд противника, обстреливавший советские подразделения прямой наводкой из пушек и пулемётов. Сняв часовых, они заложили взрывчатку и взорвали полотно, перекрыв путь бронепоезду. 8 декабря в ходе боя за село Аба сапёры обезвредили 18 противопехотных и 8 противотанковых мин. 20 декабря в ходе прорыва вражеской обороны в районе населённого пункта Пятеле и города Секешфехервар Исайченков вместе со своими подчинёнными вновь проделывал проходы в минных и проволочных заграждениях противника. 11 марта 1945 года Исайченков был награждён орденом Славы 2-й степени.
К марту 1945 года старший сержант Василий Исайченков был помощником командира сапёрного взвода 928-го стрелкового полка 252-й стрелковой дивизии 46-й армии 3-го Украинского фронта.
В ночь с 29 на 30 марта 1945 года в районе города Комарно дивизия Исайченкова вышла к Дунаю, не успев захватить переправы, которые были взорваны отошедшим на другой берег противника. Дивизия получила приказ до рассвета передовыми отрядами переправиться через Дунай и захватить плацдарм. Исайченков, Голиков и Татаринцев, несмотря на сильный вражеский огонь, совершили более 10 рейсов через реку, переправляя на плацдарм бойцов дивизии. Исайченков лично переправил более 70 солдат и офицеров  . 6 апреля в ходе форсирования реки Морава в Чехословакии в течение суток на пароме переправил большое количество боеприпасов, чем способствовал успешному захвату плацдарма на другом берегу реки советскими подразделениями. 18 апреля сапёры Исайченкова под его руководством за короткий срок построили мост через канал Тамельбах, обеспечив полковым подразделениям продвижение вперёд. 1 мая 1945 года Исайченков, Голиков и Татаринцев совершили свой последний боевой выход, минируя пути возможной атаки врага. В тот раз Татаринцев подорвался на мине, и Исайченков с Голиковым вынесли его.
Указом Президиума Верховного Совета СССР от 15 мая 1946 года за «исключительное мужество, отвагу и бесстрашие, проявленные на заключительном этапе Великой Отечественной войны в боях с гитлеровскими захватчиками» старший сержант Василий Исайченков был награждён орденом Славы 1-й степени, став полным кавалером ордена Славы. Тем же Указом полными кавалерами ордена Славы стали и Голиков с Татаринцевым.
В 1946 году в звании старшины Исайченков был демобилизован. Проживал в Смоленске, работал в УВД Смоленского облисполкома до 1975 года, после чего вышел на пенсию. Умер 10 октября 1994 года, похоронен на Новом кладбище Смоленска.
Был также награждён орденами Отечественной войны 1-й степени и Красной Звезды, а также рядом медалей.